# Рожний Врх (Требнє)
Рожний Врх (словен. Rožni Vrh) — поселення в общині Требнє, регіон Південно-Східна Словенія, Словенія.